# Nezumia parini
Nezumia parini és una espècie de peix de la família dels macrúrids i de l'ordre dels gadiformes.

## Morfologia
- Els mascles poden assolir 23 cm de llargària total.[5][6]

## Alimentació
Es nodreix d'invertebrats i peixos pelàgics.

## Hàbitat
És un peix marí d'aigües profundes.

## Distribució geogràfica
Es troba a les costes pacífiques de Panamà, Colòmbia, Equador i el Perú.